# Кузьниця (Мазовецьке воєводство)
Кузьниця (пол. Kuźnica) — село в Польщі, у гміні Пшисуха Пшисуського повіту Мазовецького воєводства.
Населення — 53 особи (2011).
У 1975-1998 роках село належало до Радомського воєводства.

## Демографія
Демографічна структура станом на 31 березня 2011 року:
|          | Загалом | Допрацездатний вік | Працездатний вік | Постпрацездатний вік |
| -------- | ------- | ------------------ | ---------------- | -------------------- |
| Чоловіки | 33      | 4                  | 26               | 3                    |
| Жінки    | 20      | 3                  | 6                | 11                   |
| Разом    | 53      | 7                  | 32               | 14                   |